# David Watts (Ruderer)
David Watts (* 5. Februar 1992 in Stockton-on-Tees, Vereinigtes Königreich) ist ein australischer Ruderer.

## Sportliche Karriere
Watts belegte 2008 mit dem Vierer ohne Steuermann den vierten Platz bei den Junioren-Weltmeisterschaften. Bei den Junioren-Weltmeisterschaften 2010 erreichte er den dritten Platz im Vierer mit Steuermann. Bei den Olympischen Jugendspielen 2010 in Singapur belegte er zusammen mit Matthew Cochran den dritten Platz im Zweier ohne Steuermann. 2012 ruderte Watts im Achter, der die Bronzemedaille bei den U23-Weltmeisterschaften gewann. 2013 debütierte der 1,91 m große Watts im Ruder-Weltcup mit einem fünften Platz im Einer bei der Regatta in Sydney. 2014 belegte er den siebten Platz im Doppelzweier bei den U23-Weltmeisterschaften.
2015 gewann Watts bei den Weltmeisterschaften auf dem Lac d’Aiguebelette seine erste Medaille im Erwachsenenbereich, als er zusammen mit David Crawshay, Karsten Forsterling und Cameron Girdlestone hinter dem deutschen Boot den zweiten Platz im Doppelvierer erreichte. 2016 trat Watts bei den Olympischen Spielen in Rio de Janeiro mit Christopher Morgan im Doppelzweier an und belegte den siebten Platz.
2017 belegte Watts im Doppelzweier mit Luke Letcher den 17. Platz bei den Weltmeisterschaften in Sarasota. 2018 kehrte er in den Doppelvierer zurück. Bei den Weltmeisterschaften in Plowdiw gewannen Caleb Antill, Campbell Watts, Alexander Purnell und David Watts die Silbermedaille hinter den Italienern. Ein Jahr später bei den Weltmeisterschaften in Linz/Ottensheim lagen Hamish Playfair, Campbell Watts, Cameron Girdlestone und David Watts als Vierte fast fünf Sekunden hinter den drittplatzierten Italienern.
David Watts begann beim Swan River Rowing Club in Perth, er wechselte später zum Trainingszentrum in Sydney und schloss sich dem Sydney Rowing Club an.